# Jacques de Milliano
Jacques de Milliano (Oostburg, 22 maart 1955) is een Nederlandse arts en bestuurder. Hij verwierf bekendheid als mede-oprichter en voorzitter van Artsen zonder Grenzen in Nederland. De arts was in 1998 korte tijd lid van de Tweede Kamer namens het CDA.
De Milliano werkte na voltooiing van zijn studie tropische geneeskunde een jaar als vrijwilliger in Afrika. In 1984, bij terugkomst in Nederland, richtte hij met vijf anderen de Nederlandse afdeling van Artsen zonder Grenzen op. De Milliano werd vervolgens voorzitter.
In 1998 kwam hij verrassend op een hoge plek op de kandidatenlijst van het CDA voor de Tweede Kamerverkiezingen te staan. Al voor de verkiezingen liet hij echter in een interview weten het op een aantal essentiële punten niet eens te zijn met de politiek leider van het CDA, Jaap de Hoop Scheffer. Begin november 1998, bijna een halfjaar na de verkiezingen, kwam hij in conflict met de meerderheid van zijn fractie over het terugsturen van Bosnische vluchtelingen met een A-status. Hoewel hij de mogelijkheid kreeg een minderheidsstandpunt in te nemen, trad hij op 10 november terug als fractielid en een week later als Kamerlid.
De Milliano is sinds hij uit de politiek stapte werkzaam als huisarts te Haarlem.
- International Standard Name Identifier: 0000 0003 6875 504X
- Nederlandse Thesaurus van Auteursnamen: 088025497
- Parlement.com: vg09llk2e1zr
- Virtual International Authority File: 285020186
- WorldCat: E39PBJyhg7KRthFRB8MbhcKw4q